# Michele Vallieri
Michele Vallieri (Ferrara, 9 ottobre 1985) è un artista marziale italiano.

## Atleta

### Gli Inizi
Inizia a praticare l'arte marziale del ju jitsu nel 1993 sotto la guida del maestro Silvano Gianpietro Rovigatti imparando i fondamentali dello stile GOJU Italia. Intraprende l'attività agonistica nella specialità fighting system ottenendo successi a livello interregionale per poi intraprendere la specialità del duo system dal 2000. Indossa la maglia azzurra per la prima volta nel 2001 nel duo system maschile con Vito Zaccaria ai campionati europei di Genova ai quali si classifica al 7º posto.

### Il primo duo misto (2002 - 2005)
Dal 2002 è convocato in nazionale nel duo system misto e da allora Vallieri vince 4 bronzi europei (Primere Coupe d'Europe 2002 a Parigi; Campionati Europei 2003 a Hanau; Euro Cup 2004 a Maribor; Campionati Europei 2005 a Breslavia) e 1 bronzo iridato ai Campionati del Mondo 2004 di Móstoles. Quest'ultima medaglia lo qualifica ai Giochi Mondiali 2005 in cui si piazza al 4º posto. Conclude la sua prima avventura nel duo system misto conquistando il titolo mondiale Juniores ad Hanau il 29 ottobre 2005, primo italiano nella storia del jujitsu a vincere il mondiale juniores della JJIF.

### Di nuovo con Vito Zaccaria nel duo maschile (2007 - 2011)
Terminata la sua esperienza nel misto continua a ottenere risultati nel maschile, insieme a Vito Zaccaria. Assieme vincono tutti i titoli nazionali AIJJ dal 2007 al 2011. A livello internazionale la coppia Vallieri/Zaccaria vince 3 medaglie di bronzo: nel 2008 in Coppa Europa ad Anversa, ai Campionati del Mondo di Malmö (podio che permette a Vallieri di qualificarsi per la seconda volta ai Giochi Mondiali 2009 ai quali non andrà oltre il 5º posto) e nel 2009 ai Campionati Europei di Podgorica. Un anno più tardi Vallieri vince, con il compagno, la medaglia d'oro alla prima edizione degli SportAccord Combat Games di Pechino 2010, primi jujitsuka italiani a far suonore l'inno di mameli in tale competizione prima d'ora.

### Con Sara Paganini inizia il misto dei sogni (2009 - 2016)
Vallieri ritorna al misto nel 2009 in coppia con Sara Paganini e da allora è campione italiano imbattuto nella categoria. Il primo podio mondiale nel misto è il bronzo ai Campionati del Mondo 2010 di San Pietroburgo, medaglia che mancava all'Italia da 6 anni. Ai Campionati Europei del 2011 a Maribor Vallieri conquista 2 medaglie d'oro: una nel duo system misto con Sara Paganini e l'altra con Vito Zaccaria nel duo system maschile, primo ed unico jujitsuka italiano a vincere 2 ori europei in una sola edizione del campionato continentale.  A novembre bissa la medaglia anche alla rassegna iridata di Cali dove conquista due bronzi, sempre nel misto e nel maschile. Nel 2012 vince la medaglia d'oro alla Coppa Europa di Hanau nel duo system misto. Da allora la coppia Vallieri/Paganini inizia una serie ancora aperta di finali di ogni competizione continentale o mondiale. Vincono l'oro continentale a Walldorf nel 2013, a Bucarest nel 2014, nel 2015 conquistano l'argento ad Almere, nel 2016, 2017 e 2018 vincono rispettivamente a Gand, Banja Luka e Gliwice. La coppia si qualifica, con l'argento dei Campionati del Mondo 2012, ai Giochi Mondiali 2013 ai quali ottiene l'argento nuovamente l'argento. 3 mesi più tardi Vallieri, in coppia con la Paganini, vince la seconda edizione World Combat Games; primo ed unico atleta italiano ad ottenere l'oro in entrambe le edizioni. La vittoria ai Campionati Mondiali 2014 di Parigi nel duo mix consacra la coppia tra quelle con lo scettro iridato. Gli anni 2015 e 2016 li vedono sempre al primo posto della classifica mondiale di specialità ma sempre vice-campioni del mondo, sia a Bangkok che a Breslavia.
Il risultato più prestigioso arriva il 28 luglio 2017 quando la coppia vince la X edizione dei Giochi Mondiali diventando l'unica coppia mista nella storia a vincere la medaglia d'oro ai campionati continentali, mondiali, Combat Games e World Games.

## Palmarès

### Competizioni in maglia azzurra
| Anno | Manifestazione               | Sede            | Specialità          | Risultato |
| ---- | ---------------------------- | --------------- | ------------------- | --------- |
| 2001 | Campionati Europei           | Genova          | Duo System Maschile | 7º        |
| 2002 | Coppa Europa                 | Parigi          | Duo System Misto    | Bronzo    |
| 2002 | Coppa Europa                 | Parigi          | Duo System Maschile | 7º        |
| 2003 | Campionati Europei           | Hanau           | Duo System Misto    | Bronzo    |
| 2004 | Coppa Europa                 | Maribor         | Duo System Misto    | Bronzo    |
| 2004 | Campionati Mondiali          | Móstoles        | Duo System Misto    | Bronzo    |
| 2005 | Campionati Europei           | Breslavia       | Duo System Misto    | Bronzo    |
| 2005 | Giochi Mondiali 2005         | Disburgo        | Duo System Misto    | 4º        |
| 2005 | Campionati Mondiali Juniores | Hanau           | Duo System Misto    | Oro       |
| 2006 | Coppa Europa                 | Meiningen       | Fighting -69        | 9º        |
| 2008 | Coppa Europa                 | Anversa         | Duo System Maschile | Bronzo    |
| 2008 | Campionati Mondiali          | Malmö           | Duo System Maschile | Bronzo    |
| 2009 | Campionati europei           | Podgorica       | Duo System Maschile | Bronzo    |
| 2009 | Giochi Mondiali 2009         | Kaohsiung       | Duo System Maschile | 5º        |
| 2010 | SportAccord Combat Games     | Pechino         | Duo System Maschile | Oro       |
| 2010 | Campionati Mondiali          | San Pietroburgo | Duo System Maschile | 7º        |
| 2010 | Campionati Mondiali          | San Pietroburgo | Duo System Misto    | Bronzo    |
| 2011 | Campionati Europei           | Maribor         | Duo System Misto    | Oro       |
| 2011 | Campionati Europei           | Maribor         | Duo System Maschile | Oro       |
| 2011 | Campionati Mondiali          | Cali            | Duo System Maschile | Bronzo    |
| 2011 | Campionati Mondiali          | Cali            | Duo System Maschile | Bronzo    |
| 2012 | Coppa Europa                 | Hanau           | Duo System Misto    | Oro       |
| 2012 | Campionato Mondiale          | Vienna          | Duo System Misto    | Argento   |
| 2013 | Campionato Europeo           | Walldorf        | Duo System Misto    | Oro       |
| 2013 | Giochi Mondiali 2013         | Cali            | Duo System Misto    | Argento   |
| 2013 | SportAccord Combat Games     | San Pietroburgo | Duo System Misto    | Oro       |
| 2014 | Coppa Europa                 | Bucarest        | Duo System Misto    | Oro       |
| 2014 | Campionato Mondiale          | Parigi          | Duo System Misto    | Oro       |
| 2015 | Campionato Europeo           | Almere          | Duo System Misto    | Argento   |
| 2015 | Campionato Mondiale          | Bangkok         | Duo System Misto    | Argento   |
| 2016 | Coppa Europa                 | Gent            | Duo System Misto    | Oro       |
| 2016 | Campionato Mondiale          | Breslavia       | Duo System Misto    | Argento   |
| 2017 | Campionato Europeo           | Banja Luka      | Duo System Misto    | Oro       |
| 2017 | Giochi Mondiali 2017         | Breslavia       | Duo System Misto    | Oro       |
| 2018 | Campionato Europeo           | Gliwice         | Duo System Misto    | Oro       |
| 2018 | Campionato Mondiale          | Malmö           | Duo System Misto    | Oro       |

### Competizioni per Club
| Anno | Manifestazione         | Sede           | Specialità          | Risultato | Club               |
| ---- | ---------------------- | -------------- | ------------------- | --------- | ------------------ |
| 2002 | German Open            | Hanau          | Duo System Maschile | 7º        | Csr jujitsu Italia |
| 2002 | German Open            | Hanau          | Duo System Misto    | Argento   | Csr jujitsu Italia |
| 2003 | European Challenge Cup | Bruxelles      | Duo System Misto    | Bronzo    | Csr jujitsu Italia |
| 2003 | Slovenija Open         | Brežice        | Duo System Misto    | Oro       | Csr jujitsu Italia |
| 2004 | Open Orleans           | Orléans        | Duo System Misto    | Oro       | Csr jujitsu Italia |
| 2009 | Italian Open           | Pieve di Cento | Duo System Misto    | Bronzo    | Csr jujitsu Italia |
| 2009 | Italian Open           | Pieve di Cento | Duo System Maschile | Bronzo    | Csr jujitsu Italia |
| 2009 | Slovenija Open         | Brežice        | Duo System Misto    | Oro       | Csr jujitsu Italia |
| 2011 | Paris Open             | Parigi         | Duo System Misto    | Oro       | Csr jujitsu Italia |
| 2012 | Robi Rajh Open         | Maribor        | Duo System Misto    | Oro       | Csr jujitsu Italia |
| 2013 | Paris Open             | Parigi         | Duo System Misto    | Argento   | Jujitsu Shinsen    |
| 2015 | German Open            | Gelsenkirchen  | Duo System Misto    | Oro       | Jujitsu Shinsen    |
| 2016 | German Open            | Gelsenkirchen  | Duo System Misto    | Argento   | Jujitsu Shinsen    |
| 2018 | Paris Open             | Parigi         | Duo System Misto    | Bronzo    | Jujitsu Shinsen    |

## Allenatore
Michele Vallieri è il Direttore Tecnico del Jujitsu Shinsen, il club di arti marziali presso cui opera dal 2004. È stato allenatore della nazionale italiana, nella specialità del duo system (Under 18, Under 21 e Seniores) dal 2013 al 2018. I principali risultati conquistati come tecnico della nazionale sono stati:

### Campionati senior
- Coppa Europa 2014 -  Bucarest
  -  Oro duo misto con Michele Vallieri e Sara Paganini
- Mondiale 2014 -  Parigi
  -  Oro duo misto con Michele Vallieri e Sara Paganini
  -  Bronzo duo femminile con Jessica Castellani e Martina Pacioselli
- Europeo 2015 -  Almere
  -  Argento duo misto con Michele Vallieri e Sara Paganini
  -  Argento duo femminile con Jessica Castellani e Martina Pacioselli
- Mondiale 2015 -  Bangkok
  -  Argento duo misto con Michele Vallieri e Sara Paganini
- Coppa Europa 2016 -  Gent
  -  Oro duo misto con Michele Vallieri e Sara Paganini
  -  Bronzo duo misto con Giada Anzalone e Vincenzo Tarantino
  -  Bronzo duo show assoluto con Andrea Stravaganti e Andrea Castrignanò
  -  Bronzo duo show assoluto con Carlotta Alberghini e Francesca Cusinatti
- Mondiale 2016 -  Breslavia
  -  Argento duo misto con Michele Vallieri e Sara Paganini
  -  Bronzo duo maschile con Raffaele Liuzza e Stefano De Caro
- Europeo 2017 -  Banja Luka
  -  Oro duo misto con Michele Vallieri e Sara Paganini
  -  Argento duo maschile con Raffaele Liuzza e Stefano De Caro
  -  Bronzo duo femminile con Sara Paganini e Linda Meotti
  -  Bronzo duo show misto con Rubén Cassano e Sabrina Notaristefano
  -  Bronzo duo show maschile
- Giochi Mondiali 2017 -  Breslavia
  -  Oro duo misto con Michele Vallieri e Sara Paganini
- Mondiale 2017 -  Bogotà
  -  Bronzo duo system maschile con Andrea Stravaganti e Salah Eddine Ben Brahim
- Europeo 2018 -  Gliwice
  -  Oro duo misto con Michele Vallieri e Sara Paganini
  -  Bronzo duo femminile con Sara Paganini e Linda Meotti
  -  Bronzo duo system maschile con Gianmarco Iazzetta e Salah Eddine Ben Brahim

### Campionati giovanili
- Mondiale 2013 -  Bucarest
  -  Argento nel duo maschile U18 con Salvatore Cardullo e Giuseppe Pusateri
  -  Argento nel duo femminile U21 con Camilla Memola e Stefania Picciuto
- Europeo 2014 -  Lund
  -  Oro nel duo femminile U21 con Sonia Giombini e Xenia Biagini
- Mondiale 2105 -  Atene
  -  Oro nel duo femminile U18 con Alice Rovigatti e Lara Maggio
  -  Argento nel duo misto U21 con Matteo Melloni e Linda Meotti
  -  Bronzo nel duo femminile U21 con Sonia Giombini e Xenia Bigini
  -  Bronzo nel duo maschile U18 con Salvatore Cardullo e Giuseppe Sanfilippo
- Mondiale 2016 -  Madrid
  -  Bronzo nel duo show femminile U21 con Alice Rovigatti e Lara Maggio
  -  Argento nel duo maschile U21 con Gabriele Greco e Luciano Perrone
- Europeo 2016 -  Gelsenkirchen (Germania)
  -  Bronzo nel duo misto U18 com Lia Gallerani e Michael Galuppi
- Mondiale 2017 -  Atene
  -  Bronzo nel duo misto U18 con Emma Arbizzani e Salvatore Girlando
  -  Bronzo nel duo femminile U18 con Lia Gallerani e Giulia Gallerani
  -  Bronzo nel duo show femminile U21 con Alice Rovigatti e Lara Maggio
  -  Argento nel duo femminile U21 con Alice Rovigatti e Lara Maggio
  -  Argento nel duo show misto U21 con Arianna Curcio e Roberto Benati
  -  Oro nel duo show misto U21 con Matteo Melloni e Linda Meotti
  -  Bronzo nel duo misto U21 con Matteo Melloni e Linda Meotti
- Europeo 2017 -  Bucarest
  -  Oro nel duo show misto U21 con Arianna Auricchio e Roberto Benati
  -  Argento nel duo show misto U21 con Matteo Melloni e Linda Meotti
  -  Bronzo nel duo misto U21 con Matteo Melloni e Linda Meotti
  -  Argento nel duo misto U18 con Lia Gallerani e Michael Galuppi
- Mondiale 2018 -  Abu Dhabi
  -  Oro nel duo show misto U21 con Arianna Auricchio e Roberto Benati
  -  Bronzo nel duo misto U21 con Arianna Auricchio e Roberto Benati
  -  Bronzo nel duo femminile U21 con Alice Rovigatti e Lara Maggio
  -  Bronzo nel duo maschile U18

## Apparizioni in TV
- Canale 5 - Lo show dei Record (21 maggio 2009)[8]
- Canale 5 - Pomeriggio 5 (28 maggio 2009)
- Rai Sport 1 - Sintesi Campionati Mondiali 2010
- Rai Sport 1 - Sintesi Triangolare ITA-SPA-SLO 2010
- Rai Sport 1 - Sintesi Campionati Italiani 2011 (22 marzo 2011)
- Rai Sport 1 - Sintesi Campionati Europei 2011 (1 luglio 2011)
- Rai Sport 1 - Replica Sintesi Campionati Europei 2011 (3 luglio 2011)
- Rai Sport 1 - Sintesi Campionati Italiani 2013 (14 marzo 2013)
- Rai Sport 1 - Sintesi Campionati Europei 2013
- Rai Sport 1 - Sintesi Campionati Mondiali 2014 (14 gennaio 2015)
- Rai Sport 1 - Sintesi Campionati Europei 2015 (7 luglio 2015)
- Canale 5 - Tu Si Que Vales (7 novembre 2015)[9]